# マトボ

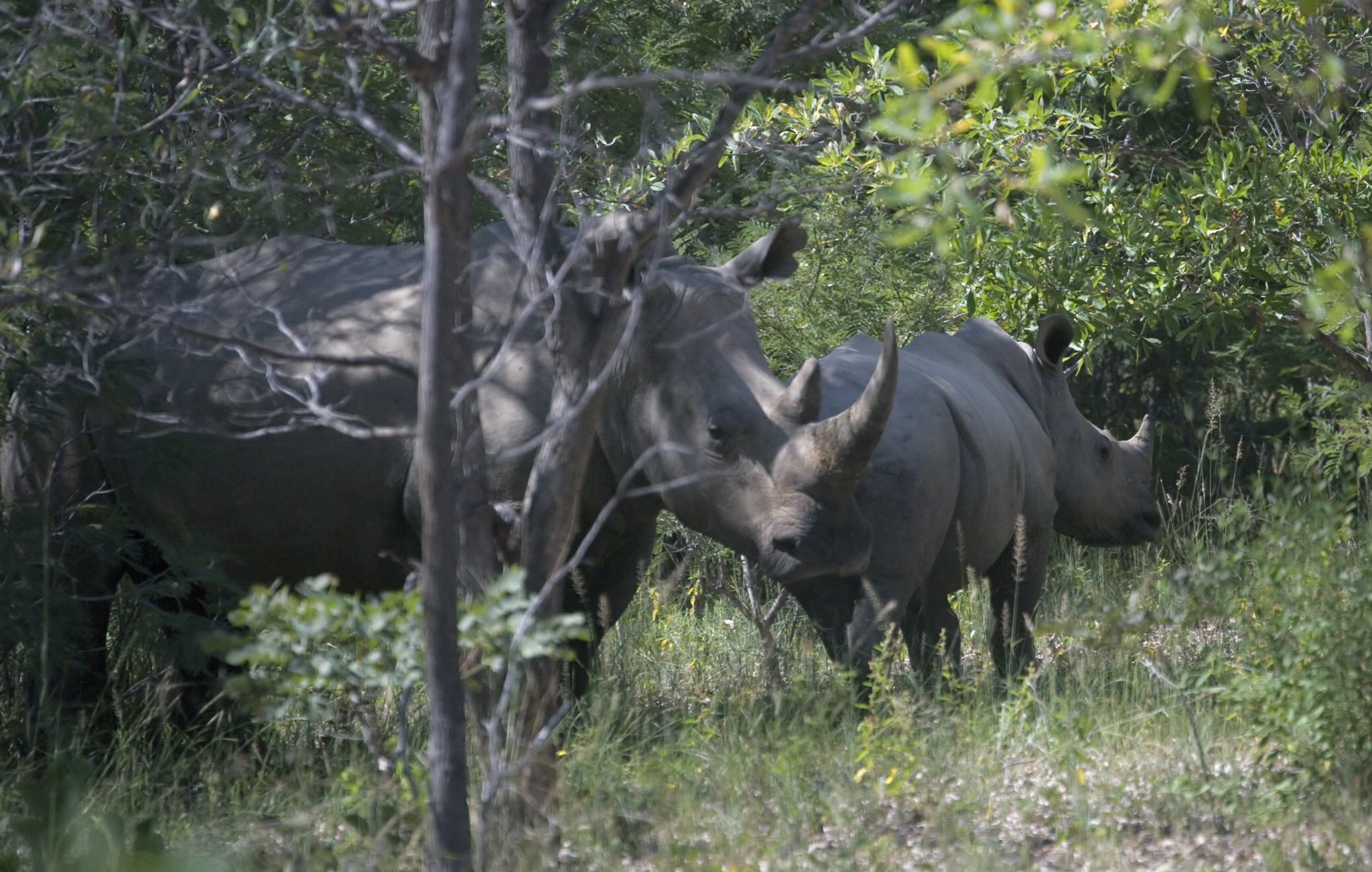
放牧されているシロサイ

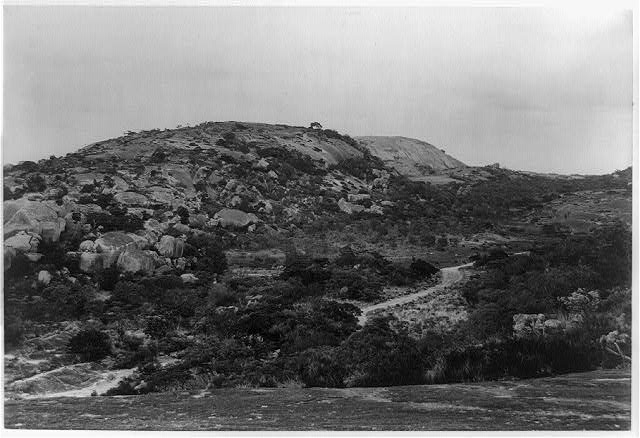
1900年頃のエフェフェ山

マトボは、ジンバブエ南部のブラワーヨの約35km南から先に広がっている花崗岩質の小丘群と木々に覆われた渓谷からなる地域である。これらの丘は、地表に押し出されてきた花崗岩によって20億年以上前に形成されたものである。ンデベレ人 (Ndebele)の国家を建てたムジリカジ王 (Mzilikazi) が、この地の名付け親であり、「マトボ」は「はげ頭」を意味する。
丘が並ぶ地域は3100km2 に及び、そのうち440 km2 がジンバブエ最古の国立公園である。残りには小規模な私有の商用農業地も含まれるが、大部分は共有地である。国立公園の一部は、遊戯用に設定されており、クロサイやシロサイも含めた狩猟動物もストックされている。国立公園は、岩々が絶妙のバランスで積み重なっている奇観やムポポマ川渓谷沿いの絶景など、およそ100 km2 におよぶ美しい景観地域が含まれている。

## 歴史
この丘には、およそ二千年前にサン人が定住した。彼らはこの地に数百点に及ぶ岩絵群を残した。また洞窟や渓谷の裂け目からは、粘土製の炉をはじめとする加工品が見つかっている。
1896年には、第二次マタベレ戦争 (Second Matabele War) に際し、この丘群で、白人入植者とンデベレ人指導者の間で会議が持たれた。この会議は、洞窟のひとつでフレデリック・ラッセル・バーナム (Frederick Russell Burnham) がムリポ (Mlipo) を殺害して、幕が下りた。
セシル・ローズや、その他の白人入植者の指導者たち、例えばシャンガニパトロール (Shangani Patrol) のレアンダー・スター・ジェイムズソン (Leander Starr Jameson) などは、この地の「精霊たちの丘」マリンディジムの頂上に葬られた。このことは、そこを聖地とみなしていた先住民たちとの間で大きな摩擦を生んだ。
洞窟から見つかる大量の焼き物や、丘から見つかる穀物用の粘土製の瓶は、1896年の反乱の時代の忘れ形見なのである。また、茂みのマークのあちこちに点の打たれた青銅版も見つかるが、この点は武装した砦や小規模な戦闘のあった場所を表しているのである。
マトボの丘群はショナ人をはじめとするアフリカ南部の人々にとって、聖地と見なされており、多くの儀式や宗教行事がそこで行われている。伝説では、50年前まではある丘の洞窟では「声」が聞こえたとされている。

## 世界遺産
文化遺産としてのカテゴリーは「サイト」であり、同時に文化的景観とも位置づけられている。

### 登録基準
この世界遺産は世界遺産登録基準のうち、以下の条件を満たし、登録された（以下の基準は世界遺産センター公表の登録基準からの翻訳、引用である）。
- (3) 現存するまたは消滅した文化的伝統または文明の、唯一のまたは少なくとも稀な証拠。
- (5) ある文化（または複数の文化）を代表する伝統的集落、あるいは陸上ないし海上利用の際立った例。もしくは特に不可逆的な変化の中で存続が危ぶまれている人と環境の関わりあいの際立った例。
- (6) 顕著で普遍的な意義を有する出来事、現存する伝統、思想、信仰または芸術的、文学的作品と直接にまたは明白に関連するもの（この基準は他の基準と組み合わせて用いるのが望ましいと世界遺産委員会は考えている）。

## フィクション
「マトボ」の名は映画「ザ・インタープリター」に登場する架空の国家の名前としても使われた。
座標: 南緯20度33分00秒 東経28度30分29秒 / 南緯20.55000度 東経28.50806度